# HD33613
HD33613 — хімічно пекулярна зоря спектрального класу A0, що має видиму зоряну величину в смузі V приблизно  7,9.
Вона  розташована на відстані близько 476,8 світлових років від Сонця.